# جانجلاند
جانجلاند (بالإنجليزية: Jungleland)‏ هو فيلم دراما أمريكي من إخراج ماكس وينكلر وبطولة تشارلي هونام،جاك أوكونيل،جيسيكا باردن،جوناثان ميجورز وجون كولوم.
من المقرر عرض الفيلم في 10 نوفمبر 2020.